# Thorectes hoppei
Thorectes hoppei är en skalbaggsart som beskrevs av Sturm och Hagenbach 1825. Thorectes hoppei ingår i släktet Thorectes och familjen tordyvlar. Inga underarter finns listade i Catalogue of Life.